# Jatun Pampa
Jatun Pampa (Quechua: „Große Ebene“) ist eine Ortschaft im Departamento Cochabamba im südamerikanischen Andenstaat Bolivien.

## Lage im Nahraum
Jatun Pampa liegt in der Provinz Ayopaya und ist die sechstgrößte Ortschaft im Cantón Cocapata im Municipio Cocapata. Die Ortschaft liegt auf einem Bergrücken auf einer Höhe von 3367 m direkt östlich des Río Cocapata, der flussabwärts über den Río Cotacajes zum Río Beni fließt. Zur Ortschaft gehört die Bildungseinrichtung „Unidad Educativa Jatun Pampa“.

## Geographie
Jatun Pampa liegt zwischen der Cordillera Mazo Cruz und den nordwestlichen Teilabschnitten der Cordillera Oriental. Das Klima ist ein typisches Tageszeitenklima, bei dem die Temperaturschwankungen zwischen Tag und Nacht deutlicher ausfallen als zwischen den Jahreszeiten.
Die Jahresdurchschnittstemperatur der Region liegt bei knapp 1 °C (siehe Klimadiagramm Cocapata) und schwankt im Jahresverlauf nur wenig zwischen −2,5 °C im Juni/Juli und 3 °C im November. Der jährliche Niederschlag liegt bei etwa 850 mm und ist ganzjährig humid, die Niederschläge schwanken jedoch zwischen nur 10 mm im Juni/Juli und Höchstwerten von über 150 mm im Januar.

## Verkehrsnetz
Jatun Pampa liegt in einer Entfernung von 148 Straßenkilometern nordwestlich von Cochabamba, der Hauptstadt des Departamentos.
Durch Cochabamba führt die 1657 Kilometer lange Nationalstraße Ruta 4, die ganz im Westen an der chilenischen Grenze bei Tambo Quemado beginnt. Sie führt quer durch das ganze Land über Quillacollo und Cochabamba nach Santa Cruz und endet im südöstlichen Teil des Landes an der Grenze zu Brasilien bei der Stadt Puerto Quijarro.
Bei Falsuri nahe Quillacollo zweigt von der Ruta 4 die Ruta 25 nach Nordwesten in Richtung Departamento La Paz ab und erreicht über lange Serpentinen nach 27 Kilometern auf einer Höhe von knapp 4500 Metern den Abzweig Cruce Tahua, bei dem die Ruta 4101 nach Norden abzweigt. Nach neun Kilometern verlässt beim Abzweig Lagunas Toro die Ruta 4103 die Hauptstraße in nordwestlicher Richtung, erreicht nach elf Kilometern die Ortschaft Peñas und führt dann auf den folgenden 26 Kilometern in nordwestlichen Richtungen durch die weitgehend unbesiedelten Hochtäler und Hochflächen bis zur Ortschaft Calientes am Nordrand des Nationalpark Tunari (Parque Nacional Tunari). Von dort sind es noch einmal siebzehn Kilometer in nordwestlicher Richtung den Río Cocapata abwärts bis Chorito und weitere fünf Kilometer bis San Rafael. Drei Kilometer hinter San Rafael zweigt bei dem Weiler Casay Vinto eine Nebenstraße in Serpentinen zwei Kilometer hinab zum Río Cocapata ab und erreicht über Serpentinen auf dem jenseitigen Höhenrücken nach sechs Kilometern Falsuri, neun Kilometer später Choro und noch einmal neun Kilometer später Jatun Pampa.

## Bevölkerung
Die Einwohnerzahl der Ortschaft ist in dem Jahrzehnt zwischen den beiden letzten Volkszählungen weitgehend gleich geblieben:
| Jahr | Einwohner         | Quelle       |
| ---- | ----------------- | ------------ |
| 1992 | keine Detaildaten | Volkszählung |
| 2001 | 291               | Volkszählung |
| 2012 | 296               | Volkszählung |
| 2024 |                   | Volkszählung |

Die Region weist einen hohen Anteil an Quechua-Bevölkerung auf, im Municipio Morochata, aus dem das Municipio Cocapata hervorgegangen ist, sprechen 96,6 % der Bevölkerung Quechua.